# East Haven (Connecticut)
East Haven – miasto w Stanach Zjednoczonych, w stanie Connecticut, w hrabstwie New Haven.